# Rożniatów (województwo podkarpackie)
Rożniatów – wieś w Polsce położona w województwie podkarpackim, w powiecie przeworskim, w gminie Zarzecze. Leży w odległości niecałych 2 km na południowy wschód od siedziby gminy.
W latach 1975–1998 miejscowość położona była w województwie przemyskim.

## Części wsi
| SIMC    | Nazwa                   | Rodzaj    |
| ------- | ----------------------- | --------- |
| 0613458 | Parcelacja Rożniatowska | część wsi |

## Urodzeni w Rożniatowie
- ks. prał. Eugeniusz Dryniak – duchowny rzymskokatolicki, działacz opozycji w PRL